# Makrakomi (arkeologisk plats)
Makrakomi är ett  området kring byn Makrakómi (västra delen av Phthiotis) beläget i Spercheiosdalen. I området pågick The Makrakomi Archaeological Landscapes Project (MALP) mellan åren 2010 och 2015. Dalen begränsas i syd, norr och väst av höga berg. En flod med samma namn sträcker sig mot Maliakosbukten i öster. Dess läge har gjort att dalen utgjort ett gränsområde mellan norra och södra Grekland men också en naturlig färdväg för både arméer och resande. Dalen blev mycket betydelsefull under senklassisk och hellenistisk tid. Detta då arméer ofta färdades i Grekland till följd av det makedoniska rikets uppkomst.
Med syftet att öka förståelsen för antiken i dalen påbörjade man år 2010 projektet Makromi Archaeological Landscapes Project (MALP) med det arkeologiska eforatet i Phthiotida och Evrytania under ledning av Maria-Foteini Papakonstantinou i samarbete med den svenske arkeologen Anton Bonnier. Bonnier ledde de svenska arkeologerna och fokuserade på två områden med hellenistiska befästningsverk, Profitis Elias och Kastrorachi.
Under arbetets gång genomfördes fältinventeringar, geofysiska undersökningar, mindre utgrävningar samt geomorfologiska studier. Arbetet avslutades 2015 med en sammanfattande fältinventering. Resterna av mänsklig aktivitet i dalen härrör alltifrån neolitisk tid till och med den senklassiska perioden, under vilken bosättningarna blir mer långvariga, för att slutligen tyna bort under romersk tid.